# Diana Shnaider
Diana Shnaider (Zhiguliovsk, 2 de abril de 2004) es una tenista rusa.

## Trayectoria deportiva

### 2024: tres primeros WTA 250, primer WTA 500 y plata olímpica
En el Abierto de Australia pierde su primer partido contra Jasmine Paolini (3-6, 4-6). 
Es la campeona del Torneo de Hua Hin imponiéndose en la final 6-3, 2-6, 6-1 a Lin Zhu consiguiendo de esta manera su primer WTA 250. 
En el Torneo de Stuttgart alcanza los cuartos de final en la categoría de dobles junto a Liudmila Samsonova. 
Es la campeona del Trophee Clarins al imponerse en la final 2-6, 6-3, 4-6 a la estadounidense Emma Navarro. 
En Roland Garros alcanza los cuartos de final en la categoría de dobles junto a Emma Navarro. En el cuadro de individuales pierde su primer partido contra Chloe Paquet (6-3, 6-1). 
Es semifinalista del Torneo de 's-Hertogenbosch en la categoría de dobles junto a Liudmila Samsonova. 
En el Torneo de Birmingham alcanza los cuartos de final perdiendo 5-7, 6-4, 6-2 contra Elisabetta Cocciaretto. 
Es la campeona del Torneo de Bad Homburg imponiéndose en la final 6-3, 2-6, 6-3 a Donna Vekic y de esta manera consigue el primer WTA 500 de su carrera. 
En Wimbledon cae en su tercer partido 6-2, 3-6, 4-6 frente a Emma Navarro. Es la campeona del Torneo de Budapest ganando 6-4, 6-4 en la final a Aliaksandra Sasnovich siendo el segundo WTA 250 de su carrera y también el segundo en la misma temporada.
Participa en los Juegos Olímpicos de París donde es medallista olímpica el la categoría de dobles femeninos junto a Mirra Andreeva logrando la plata. 
Es semifinalista del Masters de Canadá perdiendo 4-6, 3-6 contra Jessica Pegula.  En el Masters de Cincinnati es semifinalista en la categoría de dobles junto a Linda Noskova. 
En el Abierto de Estados Unidos pierde en su tercer partido 4-6, 2-6 contra Jessica Pegula. En el Torneo de Seúl es semifinalista perdiendo 6-3, 6-4 contra su compatriota Daria Kasatkina. 
Es semifinalista del Torneo de Tokio perdiendo 7-6, 6-3 contra Qinwen Zheng. Es la vencedora del Torneo de Hong Kong imponiéndose 6-1, 6-2 en la final contra Katie Boulter y consiguiendo su tercer WTA 250 de la temporada. 
Diana termina la temporada clasificada como la número 13 del mundo habiendo conseguido estar el número 12 en el mes de noviembre, el mejor registro de su carrera. 

## Juegos Olímpicos

### Dobles

#### Medalla de oro
| Año  | Campeonato | Pareja         | Oponentes en la final       | Resultado        |
| 2024 | París 2024 | Mirra Andreeva | Sara Errani Jasmine Paolini | 6-2, 1-6, [7-10] |

## Títulos WTA (5; 4+1)

### Individual (4)
| Leyenda              |
| -------------------- |
| Grand Slam (0)       |
| Juegos Olímpicos (0) |
| WTA Finals (0)       |
| WTA 1000 (0)         |
| WTA 500 (1)          |
| WTA 250 (3)          |

| N.º | Fecha                  | Torneo      | Superficie    | Oponente en la final  | Resultado     |
| --- | ---------------------- | ----------- | ------------- | --------------------- | ------------- |
| 1.  | 4 de febrero de 2024   | Hua Hin     | Dura          | Lin Zhu               | 6-3, 2-6, 6-1 |
| 2.  | 29 de junio de 2024    | Bad Homburg | Césped        | Donna Vekić           | 6-3, 2-6, 6-3 |
| 3.  | 21 de julio de 2024    | Budapest    | Tierra batida | Aliaksandra Sasnovich | 6-4, 6-4      |
| 4.  | 3 de noviembre de 2024 | Hong Kong   | Dura          | Katie Boulter         | 6-1, 6-2      |

#### Finalista (1)
| N.º | Fecha                    | Torneo | Superficie | Oponente en la final | Resultado |
| --- | ------------------------ | ------ | ---------- | -------------------- | --------- |
| 1.  | 30 de septiembre de 2023 | Ningbo | Dura       | Ons Jabeur           | 2-6, 1-6  |

### Dobles (2)
| Leyenda              |
| -------------------- |
| Grand Slam (0)       |
| Juegos Olímpicos (0) |
| WTA Finals (0)       |
| WTA 1000 (1)         |
| WTA 500 (1)          |
| WTA 250 (0)          |

| N.º | Fecha               | Torneo   | Superficie | Pareja         | Oponentes en la final         | Resultado           |
| --- | ------------------- | -------- | ---------- | -------------- | ----------------------------- | ------------------- |
| 1.  | 4 de enero de 2025  | Brisbane | Dura       | Mirra Andreeva | Priscilla Hon Anna Kalinskaya | 7-6(6), 7-5         |
| 2.  | 30 de marzo de 2025 | Miami    | Dura       | Mirra Andreeva | Cristina Bucșa Miyu Kato      | 6-3, 6-7(5), [10-2] |

#### Finalista (1)
| N.º | Fecha               | Torneo       | Superficie | Pareja        | Oponentes en la final      | Resultado           |
| --- | ------------------- | ------------ | ---------- | ------------- | -------------------------- | ------------------- |
| 1.  | 15 de junio de 2025 | Queen's Club | Hierba     | Anna Danilina | Asia Muhammad Demi Schuurs | 5-7, 7-6(3), [4-10] |

## Títulos WTA 125s

### Individual (2–1)
| Resultado | N.º | Fecha                   | Torneo     | Superficie            | Oponente               | Puntaje       |
| --------- | --- | ----------------------- | ---------- | --------------------- | ---------------------- | ------------- |
| Campeona  | 1.  | 27 de noviembre de 2022 | Montevideo | Tierra batida         | Léolia Jeanjean        | 6-4, 6-4      |
| Finalista | 1.  | 16 de marzo de 2024     | Charleston | Tierra batida (verde) | Elisabetta Cocciaretto | 3-6, 2-6      |
| Campeona  | 2.  | 19 de mayo de 2024      | París      | Tierra batida         | Emma Navarro           | 6-2, 3-6, 6-4 |

### Dobles (1–0)
| Resultado | N.º | Fecha               | Torneos                | Superficie    | Pareja            | Oponentes                      | Resultado   |
| --------- | --- | ------------------- | ---------------------- | ------------- | ----------------- | ------------------------------ | ----------- |
| Campeona  | 1.  | 11 de junio de 2022 | La Bisbal del Ampurdán | Tierra batida | Caroline Dolehide | Aliona Bolsova Rebeka Masarova | 7-6(5), 6-3 |